# Виленчик, Яков Соломонович
Яков Соломонович Виленчик (14 октября 1902, Рига, Российская империя —1 июля 1939, Крым) — советский лингвист, востоковед, арабист, филолог. Кандидат языкознания (1935).

## Биография
Сын Шнеера-Зельмана Бер-Менделевича Виленчика (из Биржи) и Мирьям-Славы Шветте. Поражённый неизлечимой глухотой, дерзостно выбрал своей специальностью науку о звуках — фонетику, и через годы равнодушия и непонимания, годы упрямого движения к цели, пробилось к нему признание, самозабвенный труд получил поддержку.
В 1924 году окончил этнолого-лингвистическое отделение факультета общественных наук ЛГУ. С 1927 года работал в системе АН СССР, с 1933 года — научный сотрудник Института востоковедения АН СССР.
Был в числе создателей Арабского кабинета Института востоковедения Академии наук СССР (в 1930). Работал учёным секретарём Арабского кабинета Института востоковедения.
В год введения учёных степеней (1935) ему присвоено звание кандидата наук по совокупности выполненных работ. Близилось завершение труда над докторской диссертацией. Корифеи западной семитологии — К. Брокельман, Хартман, Бройнлих с живым интересом следили за исследованиями ленинградского энтузиаста, знаменитый Бергштрессер передал ему для
обработки свои дамасские диалектологические материалы. Виленчика ждали в Копенгагене и Граце, где он должен рассказать международной науке о своих поисках и открытиях в той области, которая исследовалась одной лишь советской школой его учителя И. Ю. Крачковского.
Ему было тридцать четыре года, когда туберкулёз лёгких и почек был признан неизлечимым.
Умер на лечении в Крыму.

## Научная деятельность
Автор работ по семитологии. Составил уникальный монументальный словарь сиро-палестинского диалекта арабского языка.

## Избранные сочинения
- Проблемы орфографии на современном арабском Востоке, в сб.: Записки Института востоковедения АН СССР. М.-Л., 1935;
- Система гласных в народно-арабском языке горожан Сирии и Палестины, там же, М.-Л., 1936.
- Библиография печатных работ академика Игнатия Юлиановича Крачковского: к 30-летию научной деятельности. Изд-во Академии наук СССР, 1936